# 4483 Петефи
4483 Петефи (енгл. 4483 Petofi) је астероид са средњом удаљеношћу од Сунца која износи 1,922 астрономских јединица (АЈ).
Апсолутна магнитуда астероида је 11,9.